# World Rugby Sevens Series 2020-2021
Il World Rugby Sevens Series 2021 è stata la ventiduesima edizione del torneo internazionale di rugby a 7 organizzato da World Rugby. In seguito allo scoppio della pandemia di COVID-19, durante il 2021 si sono disputati solo due tornei e per limitare gli spostamenti, entrambi furono disputati in Canada. Fu inoltre ridotto il numero di nazioni partecipanti da sedici a dodici.

## Formato
La competizione è una serie di tornei dove le squadre partecipanti ottengono un punteggio secondo i piazzamenti nei singoli tornei al fine di determinare la classifica finale che assegnerà il vincitore. In ogni torneo partecipano 12 squadre. Nella prima fase le squadre sono divise in gironi da quattro formazioni, che disputano un girone all'italiana. Sono attribuiti 3 punti per la vittoria, 2 per il pareggio, uno per la sconfitta, 0 se si dà forfait. A parità di punti sono considerati:
1. Confronto diretto.
2. Differenza punti.
3. Differenza mete.
4. Punti segnati.
5. Sorteggio.

Nella seconda fase ad eliminazione diretta, le prime due di ogni girone competono per la Cup e per l'assegnazione delle medaglie. Le restanti squadre accedono invece a un secondo tabellone per determinare la loro posizione finale.

## Squadre partecipanti
Per via delle restrizioni sugli spostamenti, Samoa, Fiji, Argentina, Australia, Francia, Giappone e Nuova Zelanda non presero parte alla competizione, mentre Galles, Inghilterra e Scozia furono rappresentate dalla Gran Bretagna.
| Giamaica | Gran Bretagna | Messico     |
| Canada   | Irlanda       | Spagna      |
| Cile     | Kenya         | Stati Uniti |
| Germania | Hong Kong     | Sudafrica   |

## Tornei
Il 4 Agosto fu annunciata la cancellazione della tappa di Hong Kong per il secondo anno consecutivo per via delle restrizioni dovute alla pandemia.
Il 3 Settembre, World Rugby cancellò anche i tornei di Singapore e Città Del Capo incorporando la tappa di Dubai nell'edizione successiva della competizione. Questo comportò una riduzione a due tornei dell'edizione 2021 delle Sevens Series.
| Tornei 2019–20 | Tornei 2019–20                 | Tornei 2019–20       | Tornei 2019–20 |
| Torneo         | Località                       | Date                 | Vincitore      |
| -------------- | ------------------------------ | -------------------- | -------------- |
| Canada Sevens  | BC Place, Vancouver            | 18-19 settembre 2021 | Sudafrica      |
| Canada Sevens  | Commonwealth Stadium, Edmonton | 25-26 settembre 2021 | Sudafrica      |

## Classifica generale[1]
| Pos. | Squadra       | Vancouver | Edmonton | TOTALE |
| ---- | ------------- | --------- | -------- | ------ |
| 1    | Sudafrica     | 20        | 20       | 40     |
| 2    | Gran Bretagna | 16        | 18       | 34     |
| 3    | Kenya         | 18        | 16       | 34     |
| 4    | Canada        | 10        | 14       | 24     |
| 5    | Stati Uniti   | 12        | 10       | 22     |
| 6    | Irlanda       | 14        | 6        | 20     |
| 7    | Germania      | 4         | 12       | 16     |
| 8    | Hong Kong     | 8         | 8        | 16     |
| 9    | Spagna        | 6         | 4        | 10     |
| 10   | Giamaica      | 3         | 2        | 5      |
| 11   | Cile          | 2         | 3        | 5      |
| 12   | Messico       | 1         | 1        | 2      |